# Zajęcze Wzgórze (Sopot)
Zajęcze Wzgórze – wzniesienie o wysokości 94,1 m n.p.m. położone w woj. pomorskim, na obszarze miasta Sopot.
Przed II wojną światową wzniesienie nosiło nazwę "Klein - Gais - Berg", zaś obecnie stosowana nazwa to "Zajęcze Wzgórze".
Wzniesienie znajduje się na terenie rezerwatu Zajęcze Wzgórze.